# Edmond Hanssens
Pour les articles homonymes, voir Hanssens.
 (août 2017).
Edmond  Hanssens (né à Furnes le 25 juillet 1843, mort à Vivi le 28 décembre 1884) est un explorateur et officier belge. Agent de l’Association internationale africaine pour le compte du roi Léopold II, il participe aux expéditions de Stanley au Congo (actuellement République démocratique du Congo) de 1882 à 1884.

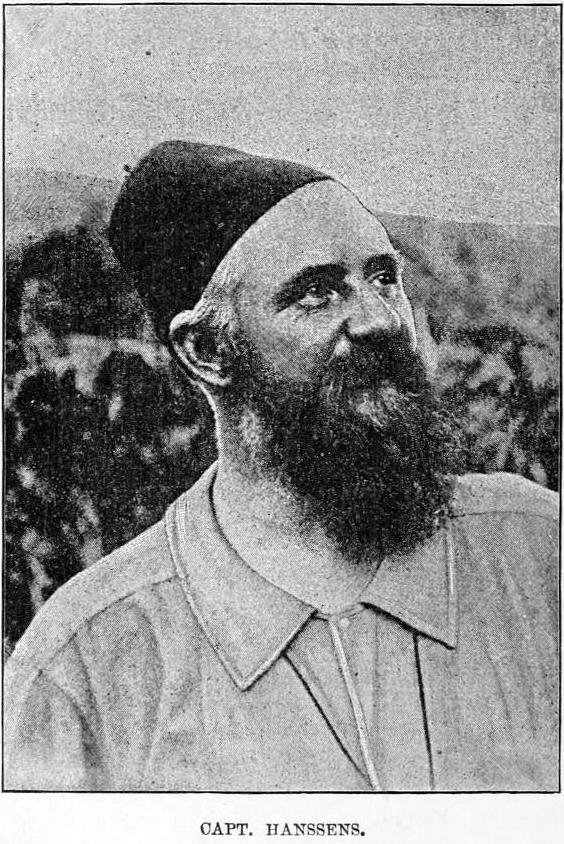
Capitaine Hanssens au Congo.

## Biographie
Edmond Winnocq Victor Hanssens, né à Furnes (Belgique) le 25 juillet 1843, est le fils de Jean Hanssens, fonctionnaire des impôts originaire de Bruges, et de Victoire Pluvier, originaire de Bergues (France). Il a eu deux frères Alfonse et Gustave (l’un né à Nieuport, l’autre à Roulers). Il était surnommé « Winny » par ses familiers par contraction de son deuxième prénom Winnocq.
Il est admis à l'École militaire en mars 1860 et en sort sous-lieutenant le 22 mars 1862. Il est désigné pour le 11e régiment de Ligne et nommé lieutenant en 1867. En 1871, il entre à l'École de Guerre et y obtient le brevet d'adjoint d'état-major en 1875. Il est promu capitaine en 1876 et est désigné comme répétiteur du cours d'art militaire à l'École militaire.
En 1881, Hanssens offre ses services au Comité d'Etudes du Haut-Congo, qui les agrée. Il est détaché à l'Institut cartographique militaire, procédure habituelle pour les militaires détachés au Congo.
Fin janvier 1882, il s'embarque pour l'Afrique. Le 5 mars, il touche Banana et, avec ses compagnons de voyage, les lieutenants Joseph Vandevelde, Théodore Nilis et Grang, il remonte le fleuve jusqu'à Vivi. En septembre 1882, Hanssens prend temporairement (jusqu’au 16 janvier 1883) la charge d’agent supérieur de l’expédition belge au Congo à la suite des départs successifs de Henry Morton Stanley (pour raison de santé) puis du docteur Peschuel. Il reçoit le surnom de Boula-Matari des peuplades du Bas-Congo et du Kwilu-Niari (Kouilou-Niari), « celui qui brise les rochers » en kikongo. En automne 1882, il explore le Haut Congo et y établit l’autorité de l’Association internationale africaine (AIC). Il signe des traités avec différents chefs dont Gobila, le chef des Bayanzi. Ces traités ont un caractère de suzeraineté et de commerce. Ils donnent le droit d’occuper des terres. Plus tard, ces traités seront internationalement reconnus et leur validité servira de base à l’établissement des frontières coloniales dans cette région de l’Afrique. Il fonde les postes de Bolobo (le 10 novembre 1882), Kwamouth (embouchure du Kasaï) et Irebi (embouchure de l’Ubangi) sur le fleuve Congo.
Au début de l’année 1883, Henry Morton Stanley le nomme responsable de la zone qui s’étend de l’océan à la Stanley-Pool (actuellement Pool Malebo) et le charge de la direction de l’expédition du Kwilu-Niari (Kouilou-Niari). Le but de cette expédition est d’assurer l’accès à la mer aux territoires du roi Léopold II contre les prétentions françaises et portugaises. Mais une partie du territoire exploré sera cédé aux français en 1885 en contrepartie de quoi les pays colonisateurs voisins garantissent aux Belges la possession des ports de Banana et de Boma ainsi qu’un accès à la mer par le fleuve Congo. Il explore la zone entre Philippeville (aujourd’hui : Madingou) et Manyanga ainsi que la zone de la source du Kwilu-Niari.
Le 15 février 1884, Hanssens apprend qu’il est nommé chef de la division du Haut Congo. De février à juillet 1884 il assure la maîtrise de l’AIC entre les Stanley Falls et la station de l’Équateur (nommé plus tard Coquilhatville et actuellement : Mbandaka). Il découvre la rivière Mongola, occupe les Bangala et fonde plusieurs postes dont celui de Basoko (embouchure de l’Aruwimi). 
Le 20 avril 1884, Hanssens, en compagnie d’Alphonse Van Gele est le premier européen à parcourir le fleuve Ubangi. Il en explore le cours inférieur et prend possession des terres situées entre la rive droite de l’Ubangi et le fleuve Congo. Le roi Léopold II décide de garder secrète la découverte de l’Ubangi car le contrôle de ce fleuve (et son appartenance au bassin du Congo) déterminera la future frontière entre les colonies belge et française (L’affaire Licona-Kundja). Néanmoins sa découverte est annoncée par Alphonse-Jules Wauters dans la revue Mouvement géographique. Les lettres du capitaine Hanssens au roi ne seront d’ailleurs rendues publiques qu’en 1892. Cela crée une rivalité franco-belge. De ce fait, les Français auront une rancœur contre le capitaine Hanssens à tel point que, le français Albert Dolisie (de l’expédition française de de Brazza) le présente tel un monstre massacreur d’indigènes et destructeur de villages à Charles de Chavannes dans ses rapports. Après la mort de Hanssens, le capitaine Alphonse Van Gele fera d’autres expéditions sur le fleuve (En 1886, 1888 et 1889). En mémoire de son compagnon, il baptisera « Chutes ou Cataracte Hanssens » un ensemble composé de la chute de Coni et des rapides de Gozobangi et d’Erikassa au nord de Ouango sur l’Ubangi.
En novembre 1884, le capitaine Hanssens, à la suite d'une entrevue avec le colonel Francis Walter de Winton (successeur de Stanley) présente sa démission. Il compte s’embarquer pour la Belgique le 17 novembre. Il remet le commandement de la division Stanley-Pool - Stanley Falls qu’il partage entre Guillaume Casman et le lieutenant Alphonse Van Gele. Mais à Vivi, le 14 décembre il change d’avis et retire sa démission. D’autres sources (Histoire centrafricaine des origines à 1966 par Pierre Kalck) mentionnent que Hanssens fut rappelé par le roi. Hanssens remet un rapport rédigé le 11 mai à de Winton.
Edmond Hanssens tombe malade à Vivi le 25 décembre et succombe d'une fièvre bilieuse le 28 décembre 1884.

## Ses explorations

### 1reexploration
Il explore le Haut Congo en compagnie du sous-lieutenant Eugène Janssens, d’un éclaireur Bayanzi et de 24 Zanzibarites sur une allège à fond plat baptisée L’Éclaireur. Du 17 au 23 octobre 1882 il est à Msuata où il retrouve Janssens. 24 octobre : embouchure du Koango. 27 octobre : Tchoumbiri. Du 30 octobre au 27 décembre 1882: Bolobo, le 10 novembre création du poste pris en charge le 25/12 par Orban. 27 décembre : retour vers Msuata, création du poste de Kwarmouth (embouchure du fleuve Koango ou Kasaï) pris en charge par le lieutenant Pagels. 1er janvier 1883 : Msuata. 2 janvier 1883 : retour à Léopoldville. 18 janvier : départ pour Manyanga-nord où il se trouve le 26 janvier. 

### 2eexploration
Stanley charge le capitaine Hanssens de repérer une voie pouvant rattacher Stephanieville (aujourd’hui : Loudima) aux stations du Bas-Congo par une voie (route ou chemin de fer) qui devra être établie en dehors du territoire sous la domination française de Brazza. Il est le seul européen de l’expédition d’une trentaine d’hommes.
23 février 1883 : Manyanga-nord. 12 mars : Oumbi. 21 mars : Moukaïé. Du 2 au 7 avril : Kindamba sur les rives méridionales du Niari. Du 8 au 13 avril : Stephanieville poste commandé par Destrain. Du 13 au 17 avril : trajet en partie en pirogue de Stephanieville vers Kindamba. Du 17 au 18 avril : Kindamba. Du 26(?) avril au 2 mai : Kimbedi – Traité avec le roi Loubanda et achat de terrains en vue de la création du poste qu’il nomme Philippeville. Il y laisse trois de ses hommes en garnison. 10 mai : arrivée dans une région montagneuse après une semaine de marche dans des marécages. Du 13 au 14 mai : Moumpanga (aux pieds duquel se trouvent les sources de l’Edwin-Arnold. 17 mai : Nganda. Combat contre les Babouenndé à la suite d'une rencontre qui a mal tourné. Hanssens est blessé au pied. 20 mai 1883 : retour à Manyanga-nord.

### 3eexploration
Il assure la maitrise de l'A.I.A. entre les Stanley falls et la station de l'Équateur.
7 février 1884: Manyanga nord. 15 février : Léopoldville 24 mars 1884 : départ de l’expédition en compagnie de Amelot, Wester (Suédois) et du pharmacien Courtois avec une flottille formée des vapeurs l’En avant, le Royal, l’ « Association internationale africaine » et de deux baleinières dont L’Éclaireur manœuvrés par Nichols (Anglais), Dress (Allemand), Guérin (Français) et une cinquantaine d’hommes d’équipage indigènes. 26 mars : Kimpoko. Du 26 au 27 mars : baie de Nyamboua. Du 27 au 30 mars : Msuata. 30 mars : Pointe de Ganchu – rencontre avec Pierre Savorgnan de Brazza. 30 mars : embouchure de la Lawson. Du 3 au 4 avril : Bolobo. Du 5 au 6 avril : M’bossi, Ikoutou (traité). 9 avril : Loukolèla. Du 9 au 10 avril : Ngombé – création d’un poste. 17 avril : Équateur station. Vangèle, chef de poste, est embarqué.
Retour à Ngombé. 20 avril 1884 : Début de l’exploration du district de l’Oubangui. Après trois jours de recherche au milieu d’un dédale d’îles ils trouvent l’embouchure du fleuve dont Hanssens soupçonnait l'existence. Hanssens et Alphonse Van Gele (et peut-être aussi Courtois et Amelot d’après certaines sources) sont les premiers blancs à entrer dans l’Oubangui (appelée par les indigènes Mboundgou et par Stanley Mbanghi) sur le vapeur En avant. Ils pénètrent dans la capitale du district Oubangui le jour de la noce du chef des Oubangui avec sa huitième épouse. Le chef des Oubangui (Mkoko) met son peuple et son territoire sous la protection des Belges (traité). Ce traité a permis aux Belges d’étendre leur future colonie sur une importante zone entre le Congo et l’Obangui. La frontière entre les colonies françaises et belge sera matérialisée par l’Oubangui. (La chronologie de la découverte de l’Obangui présentée ici date de 1886 et est assez vague, Léopold II ayant gardé la découverte secrète.). Équateur station jusqu’au 26 avril. Divers villages de l’Ouranga (traités). Du 3 au 12 mai 1884: Iboko capitale du district des Bangala – traité avec le chef Matamwiké et création du poste de Bangala après de difficiles négociations. Hanssens laisse le commandement de la station à Camille Coquilhat. Équateur station jusqu’au 17 mai. 18 mai : Ouranga. Du 21 au 22 mai : Bangala station. Du 26 au 27 mai : Oubika. 28 mai : reconnaissance de la rivière Mongala sur L’Éclaireur. Du 28 au 29 mai : Oubika. Du 4 au 7 juin : Oupoto. Traité. Achat de terrains en vue de la création d’un poste. 10 juin : embouchure du Ngingiri (Itimbiri d’après Stanley, Mboulumbu ou Mboula par les indigènes). Remontée de cette rivière sur 75 km. 18 juin : Itembo. Traité avec le chef  Moulangu. Du 21 au 26 juin : embouchure de l’Arouwimi (appelée Oubingi par les indigènes mais aussi Ouellé, Nepoko ou Ouerré). Traité avec les chefs du district d’Oubingi (aussi appelé Issanghi). Mort d’Ernest Courtois. 30 juin : District de Mayombé. Du 3 au 9 juillet : Ile de Ouana-Rousari – Les Falls. 11 juillet : embouchure du Loubiranzi. Remontée de la rivière. Traité avec les chefs du district des Waringa. 13 juillet : embouchure de l’Arouwimi. 15 juillet : création du poste de Basoko à l’embouchure de l’Arouwimi. Du 19 au 22 juillet : poste d’Iboko. Du 25 au 26 juillet : Équateur station.6 août : retour à Léopoldville.

### 4eexploration
Départ de Léopoldville de sept européens dont le peintre Edouard Manduau et 48 indigènes. Hanssens s’adjoint le suédois Gleerup. Edouard Manduau et quelques hommes seront déposés au Kallima point en vue de fonder un poste. Poste de Loukoléla. (ravitaillement du poste). Poste de Ngombé (appelé aussi Ngondo). Installation comme chef de poste du Zanzibarite Ibrahim. Exploration du lac Mantoumba sur le vapeur En avant. 1re semaine d’octobre : Nkoungou. Équateur station. Signature d’un traité avec le chef du district Bakanga. Bolobo. 31 octobre : Léopoldville.

### Dernier voyage
Le capitaine Hanssens prévoit son retour en Belgique. 8 novembre 1884: départ de Léopoldville. Nanyanga-nord. 14 décembre : Vivi. 25 décembre : une fièvre le retient à Vivi alors qu’il se prépare à revenir à Léopoldville. Le 28 décembre 1884 : une hématurie s’ajoute à la fièvre. Décès du Capitaine Hanssens. Il est enterré à Vivi.

## Hommages et décorations
Stanley dit de lui : « Il semblait avoir endossé, pour venir en Afrique, cette armure qui rend l’homme invincible à tout : le courage moral. »
Alphonse Van Gele, compagnon du capitaine Hanssens, a baptisé « Chutes ou Cataracte Hanssens » un ensemble composé de la chute de Coni et des rapides de Gozobangi et d’Erikassa au nord de Ouango sur l’Ubangi.
En 1890, Furnes, la ville natale d'Edmond Hanssens, lui a érigé une statue, œuvre de Jules Lagae. Une « Hanssenslaan » (avenue Hanssens) perpétue sa mémoire à Furnes.
En 1925, une proposition est faite au gouvernement de lui élever un monument à Bruxelles, un second à Léopoldville et un 3° à Vivi où il est enterré. Mais celui-ci a opté pour un monument plus général à la mémoire de tous ceux qui ont participé aux expéditions de l’A.I.A.
Le 17 juillet 1942, durant la Seconde Guerre mondiale, un des Spitfire du 350 squadron fut baptisé Hanssens. Il s’agissait d’un des seize avions achetés grâce aux dons de la population belge du Congo. Ils ont tous été baptisés d’un nom rappelant le Congo belge. Le « Hanssens » était piloté par F. Venesoen.
Il a reçu la distinction suivante du roi Léopold II :
- Chevalier de l'ordre de Léopold reçue le 31 octobre 1884 en raison des « éminents services rendus à l’œuvre internationale du Congo » .

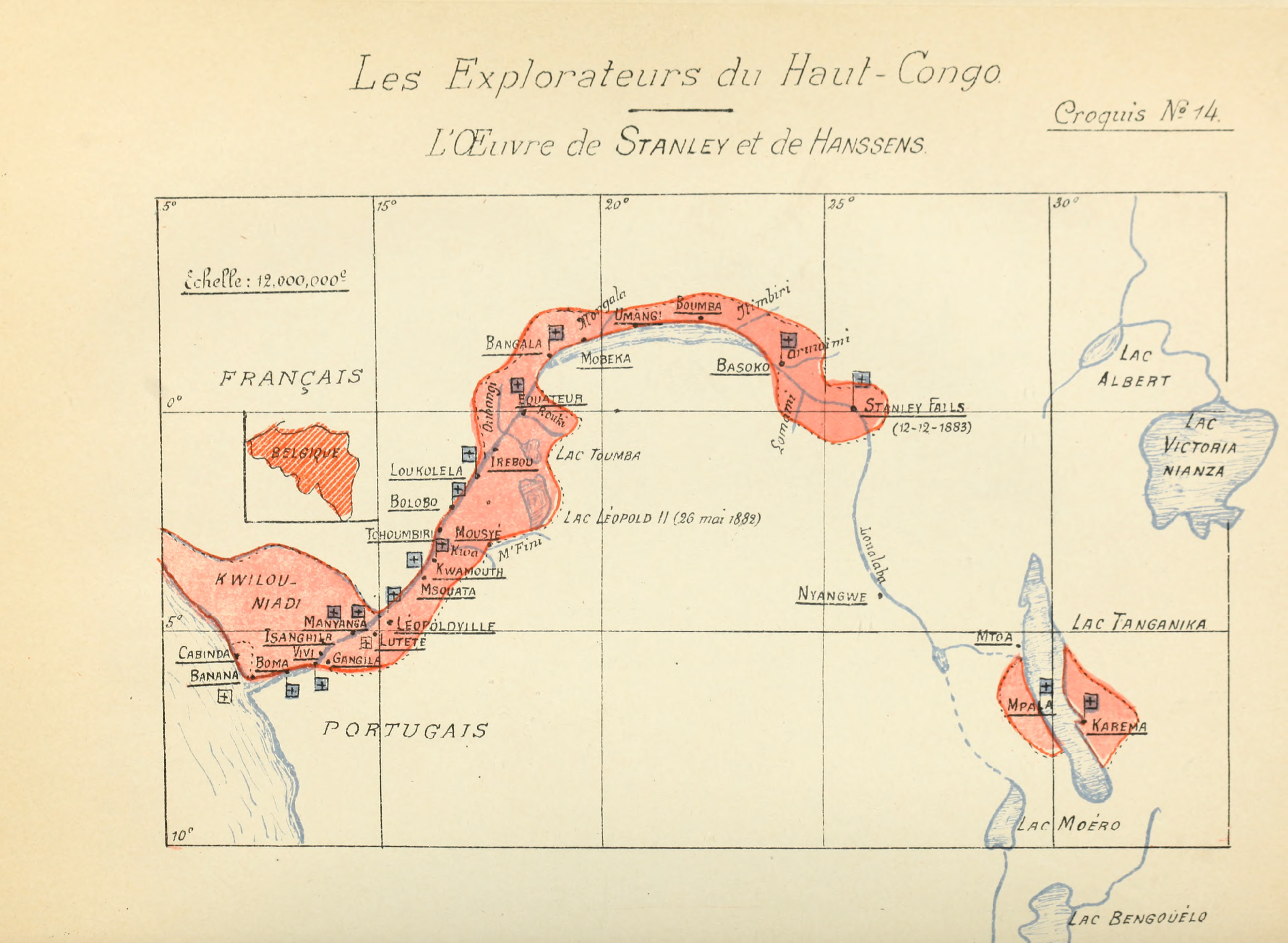
Les Explorateurs du Haut-Congo, l'œuvre de Stanley et de Hanssens

## Sources et Bibliographie
- « Le nouveau dictionnaire des Belges » (le cri/le grain RTBF),
- « Dictionnaire d’histoire de Belgique » par Hervé Hasquin (ed.Didier Hatier),
- « Le Problème de l’Oubangui-Ouellé ou comment fut exploré et reconstitué un réseau hydrographique à la fin du XIXe siècle. » 1985. Par Yves Boulvert,
- « Les Belges dans l’Afrique centrale - Le Congo et ses affluents. » 1886. par Charles de Martrin-Donos,
- « La découverte et l’exploration de l’Oubangui ». Par Auguste Vierset.
- Histoire Centrafricaine. ed L'Harmattan 1992. Par Pierre Kalck